# Gentry County
Gentry County is een county in de Amerikaanse staat Missouri.
De county heeft een landoppervlakte van 1.273 km² en telt 6.861 inwoners (volkstelling 2000). De hoofdplaats is Albany.

## Bevolkingsontwikkeling

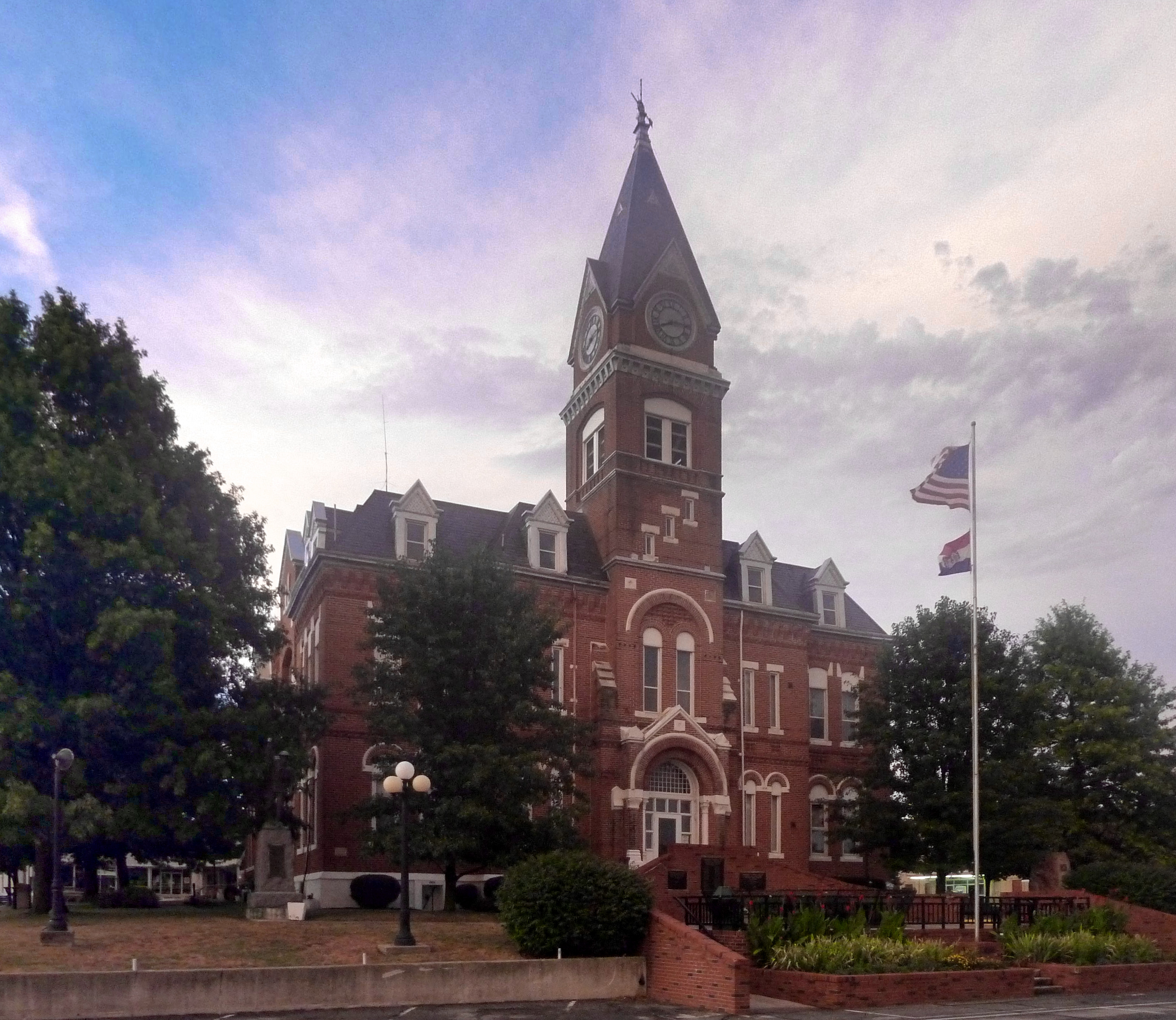
Gentry County Courthouse